# Jan Gabrielsz Sonjé
Jan Gabrielsz Sonjé (Delft, ca. 1625 - Rotterdam, 1697) was een Nederlands kunstschilder uit de Gouden Eeuw die zich specialiseerde in landschappen. Hij was een leerling van Adam Pijnacker.
In 1646 werd hij lid van het Sint-Lucasgilde van Delft. In 1654 verhuisde hij naar Rotterdam, waar hij bleef tot 1665, toen hij naar Dordrecht verhuisde. Hij keerde later terug naar Rotterdam, waar hij zich bij het plaatselijke gilde van het Sint-Lucasgilde voegde en het in 1678, 1686 en 1692 voorzat.
Sonjé werkte vaak samen met Pieter van Mase, waarbij Sonjé het landschap schilderde en Van Mase de figuren.
Hij schilderde groot uitgestrekte berg- en bosachtige landschappen, vaak in Italiaanse stijl. Kenmerkend voor zijn stijl zijn de helderheid van de lucht en het landschap en de zilverachtige wolken in contrast met de donkere voorgrond. De bomen zijn goed te onderscheiden en de figuren en dieren zijn soms zo goed gemaakt dat ze herinneren aan Karel Dujardin. Hij schilderde ook rivierlandschappen in de stijl van Herman Saftleven, maar van mindere kwaliteit.
In Rotterdam is een straat naar de schilder genoemd.
- Biografisch Portaal: 26542382
- KulturNav: 2126acad-bbe9-4181-b4a2-d0bd40ccc160
- Library of Congress Control Number: nr91033419
- RKD-Nederlands Instituut voor Kunstgeschiedenis: 73920
- Union List of Artist Names: 500023619
- Virtual International Authority File: 282516060
- WorldCat: E39PBJk4Gk3Jw6yMFKGC8XwQv3